# 黒正甚兵衛
黒正 甚兵衛は、戦国時代の武将。尼子氏の家臣。
1541年（天文10年）、吉田郡山城の戦いが発生すると、甚兵衛は尼子軍として出陣した。そして、亀井秀綱の提案により、1500の兵を率いて戦った。しかし、陶隆房が率いる援軍が来たことにより、毛利軍に敗北。尼子軍の足軽の首を使い、毛利軍の兵のふりをして逃亡した。
1543年（天文12年）には月山富田城の戦いが発生。大内連合軍が赤穴光清が守る瀬戸山城を攻めると、甚兵衛は光清とともに戦い、攻めてきた熊谷直続は討死した。しかしその後、陶隆房が率いる弓隊の射た弓が光清に当たり、光清は即死した。これによって瀬戸山城は降伏し、捕らえられた甚兵衛は月山富田城に返された。
その後、大内軍が月山富田城を包囲すると、三刀屋久扶・三沢為清・吉川興経が尼子方へ寝返るのを手助けしている。